# 逍遥派 (文革)
逍遥派指在文化大革命期间對运动採取消極態度的人，包括李泽厚、严家其、刘再复、方励之、许良英以及一些不太積極的紅衛兵等。任正非一次接受采访时说自己在文革中是“连红卫兵都参加不了的逍遥派”。
逍遙派曾遭到一些人批評，並被歸類為是不革命的一批人。但据谢静宜回忆，毛泽东有一次评论说：“‘逍遥派’有什么不好？无非是人家不同意你们搞派性、打派仗，你们搞武斗，人家没办法，只好出去逃难了。这样的‘逍遥派’，好得很呢，我就赞成这样的‘逍遥派’。”

## 参看
- 非政治主义